# Marino Santa María
Marino Santa María (Buenos Aires, 26 de setembre de 1949) és un professor i artista argentí.
Va ser distingit com Personatge Destacat de la cultura per les seves obres en el passatge Lanín, on es troba la seva casa natal i va desenvolupar part del seu art, les seves obres a estacions del Subte i altres obres que va desenvolupar a la Bombonera.
Va ser rector de la ENBAPP, Escuela Nacional de Bellas Artes Prilidiano Pueyrredon, i durant la seva gestió de crear la carrera de Professor Nacional de Dibuix.